# Sven Malmström
Sven Malmström, född 19 juni 1916 i Stora Kopparbergs församling, Kopparbergs län, död 3 juli 1988 i Lidingö, var en svensk direktör och civilingenjör. 
Malmström avlade 1940 civilingenjörsexamen vid KTH. Han var under 80-talet ordförande i ServoMed AB i Vällingby. Han valdes 1959 in som ledamot av Ingenjörsvetenskapsakademin och blev 1969 ledamot av Kungliga Vetenskapsakademin. Malmström är begravd på Lidingö kyrkogård.